# Le Plessis-Patte-d'Oie
Le Plessis-Patte-d'Oie är en kommun i departementet Oise i regionen Hauts-de-France i norra Frankrike. Kommunen ligger i kantonen Guiscard som tillhör arrondissementet Compiègne. År 2022 hade Le Plessis-Patte-d'Oie 107 invånare.

## Befolkningsutveckling
Antalet invånare i kommunen Le Plessis-Patte-d'Oie
| Referens: INSEE |